# 負託
| ウィキペディアには「負託」という見出しの百科事典記事はありません（タイトルに「負託」を含むページの一覧/「負託」で始まるページの一覧）。 代わりにウィクショナリーのページ「負託」が役に立つかもしれません。 |